# Lưu Đào (Tam Quốc)
Lưu Đào (chữ Hán: 刘陶, ? – 255?), tự Quý Dã, người Thành Đức, Hoài Nam , quan viên nhà Tào Ngụy vào đời Tam Quốc.

## Cuộc đời
Đào là hậu duệ của Phụ Lăng vương Lưu Duyên, hoàng tử của Hán Quang Vũ đế; ông là con trai nhỏ của danh thần Lưu Diệp.
Đào giỏi luận về thuyết Tung hoành, được người đương thời khen ngợi. Thời Tào Sảng nắm quyền, Đào được làm Tuyển bộ lang; bọn Đặng Dương ca ngợi ông có tài của Y, Lữ. Đào có ý muốn dựa vào Sảng để thăng tiến, nói với Phó Huyền rằng: "Trọng Ni (tức Khổng tử) không phải là thánh, làm sao mà biết vậy!? Người khôn mưu việc nước với bọn ngu dốt trong thiên hạ, cũng như hòn đất lăn lộn trong lòng bàn tay, nên không thể giành được thiên hạ." Huyền cho rằng lời của Đào quá hoang đường, không thể hiểu nổi, bèn nói với ông rằng: "Việc trong thiên hạ, thay đổi vô thường đấy. Nay thấy anh chẳng chừa đường lui cho mình rồi." Đến khi Tư Mã Ý lật đổ Tào Sảng, xét công huân của Lưu Diệp, miễn tội chết cho Đào, chỉ đoạt quan chức của ông. Đào khi ấy mới tỉnh ngộ, cảm ơn lời nhắc nhở của Phó Huyền, náu mình trong nhà, không hỏi việc đời.
Vô Khâu Kiệm nổi dậy (255), Đại tướng quân Tư Mã Sư hỏi ý của Đào, ông trả lời vòng vo. Tư Mã Sư giận nói: "Anh bình thường cùng tôi bàn luận việc thiên hạ, đến hôm nay sao lại không nói cho cạn ý!?" rồi đưa Đào ra làm Bình Nguyên thái thú, sai người đuổi theo giết chết ông.